# Галактика Вир
Галактика Вир (M51а/b, Мессьє 51,NGC 5194/5195) — галактика у сузір'ї Гончі Пси, яка розташована на відстані 37 мільйонів світлових років від Землі. Діаметр галактики становить близько 100 тисяч світлових років. Галактика М51 (також відома як Arp 85 і VV 1) складається з великої спіральної галактики NGC 5194, на кінці одного з галактичних рукавів якої знаходиться галактика-компаньйон NGC 5195.
Галактика була виявлена Шарлем Мессьє 13 жовтня 1773 року.
У галактиці було зареєстровано два спалахи наднової: SN 1994I і SN 2005cs.

## Спостереження

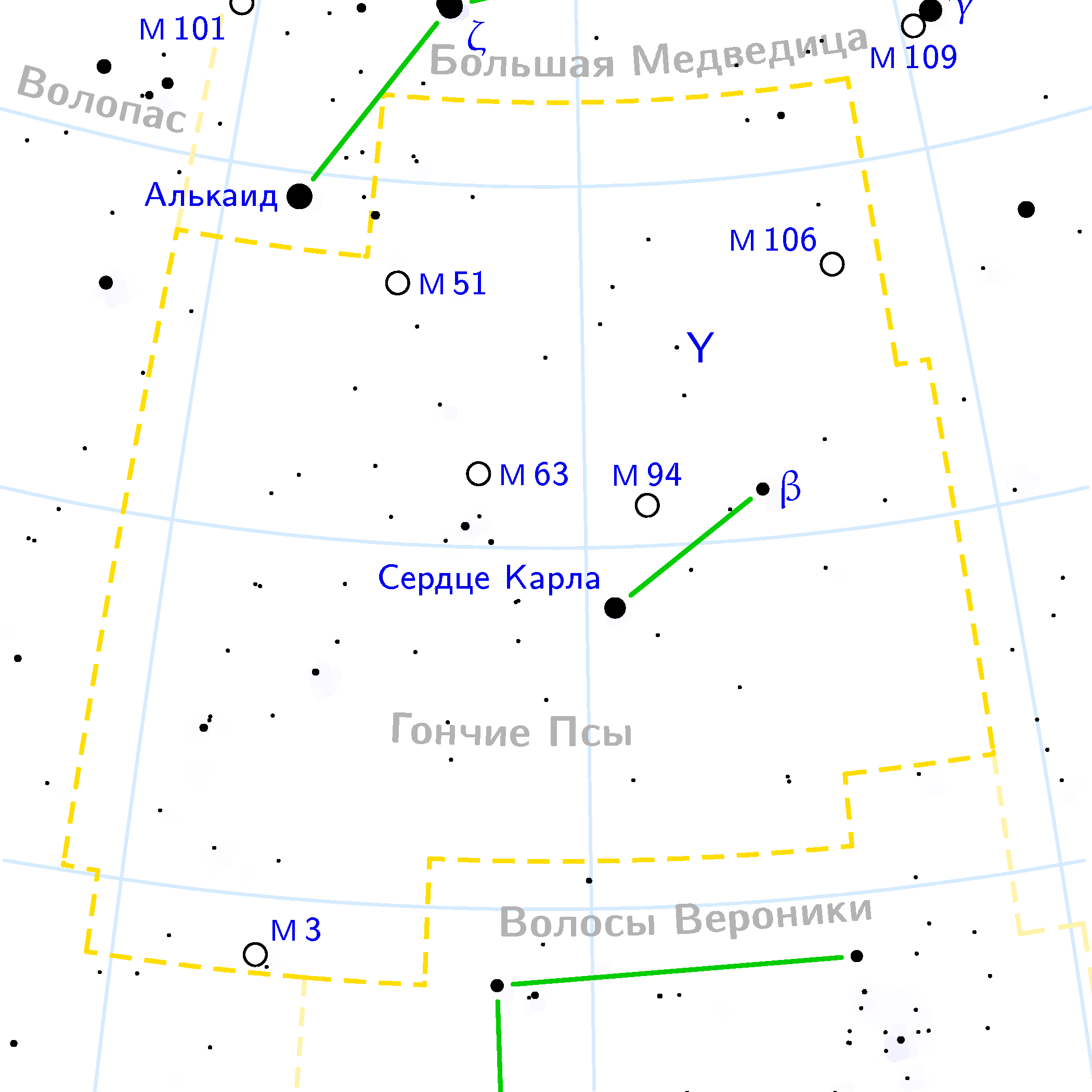
Спіральна галактика M51 в Гончих Псах

М51 не найяскравіша з галактик каталогу Мессьє, але одна з найкращих для аматорських спостережень. Цей об'єкт краще спостерігати навесні-влітку, коли Гончі Пси близькі до зеніту із збільшенням приблизно рівним половині діаметра об'єктива використовуваного телескопа (D / 2). Галактика розташована в південній вершині рівнобедреного тупокутного трикутника зі стороною η Великої Ведмедиці — 24 Гончих Псів.
«Вир» — єдина спіральна галактика, яка має настільки контрастні гілки, щоб на хорошому темному небі і в пристойний за апертурою (від 200—250 мм) аматорський телескоп зуміти побачити їх виразний малюнок. Одна гілка простежується майже на повний оберт навколо яскравого ядра. Інша — менш контрастна — може бути простежена до її утикання в супутник NGC 5195. Ядро NGC 5194 приблизно дорівнює по яскравості NGC 5195. На північний захід від ядра між спіралями гілок видно зірку нашої Галактики. При хорошому небі і достатній апертурі можна помітити як продовження спіралі дає темний пиловий слід на тілі NGC 5195.
До речі, є імовірність, що галактики NGC 5195 і NGC 5194 хоча й виглядають як фізично (гравітаційно) зв'язані системи, всього лише проєктуються одна на одну, а в просторі досить далекі одна від одної.
У 2021 р. повідомлено, що у галактиці М51 за допомогою рентгенівського телескопа Chandra, який належить NASA, виявити планету величиною з Сатурн.

### Сусіди по небу з каталогу Мессьє
- М63 — (на південь у напрямку 20 CVn) галактика «Соняшник», видима впівоберта;
- М94 — (на південний захід, між α і β Гончих Псів) галактика з менш контрастними і погано помітними спіралями;
- М101 — (на північний схід, у Великій Ведмедиці) величезна галактика з невисокою яскравістю, гілки якої розпадаються на окремі вузли;
- М106 — (на захід) яскрава галактика з перемичкою, видима впівоберта.

### Послідовність спостереження в «Марафоні Мессьє»
… М108 → М97 →М51 → М109 → М40 …

## Зображення

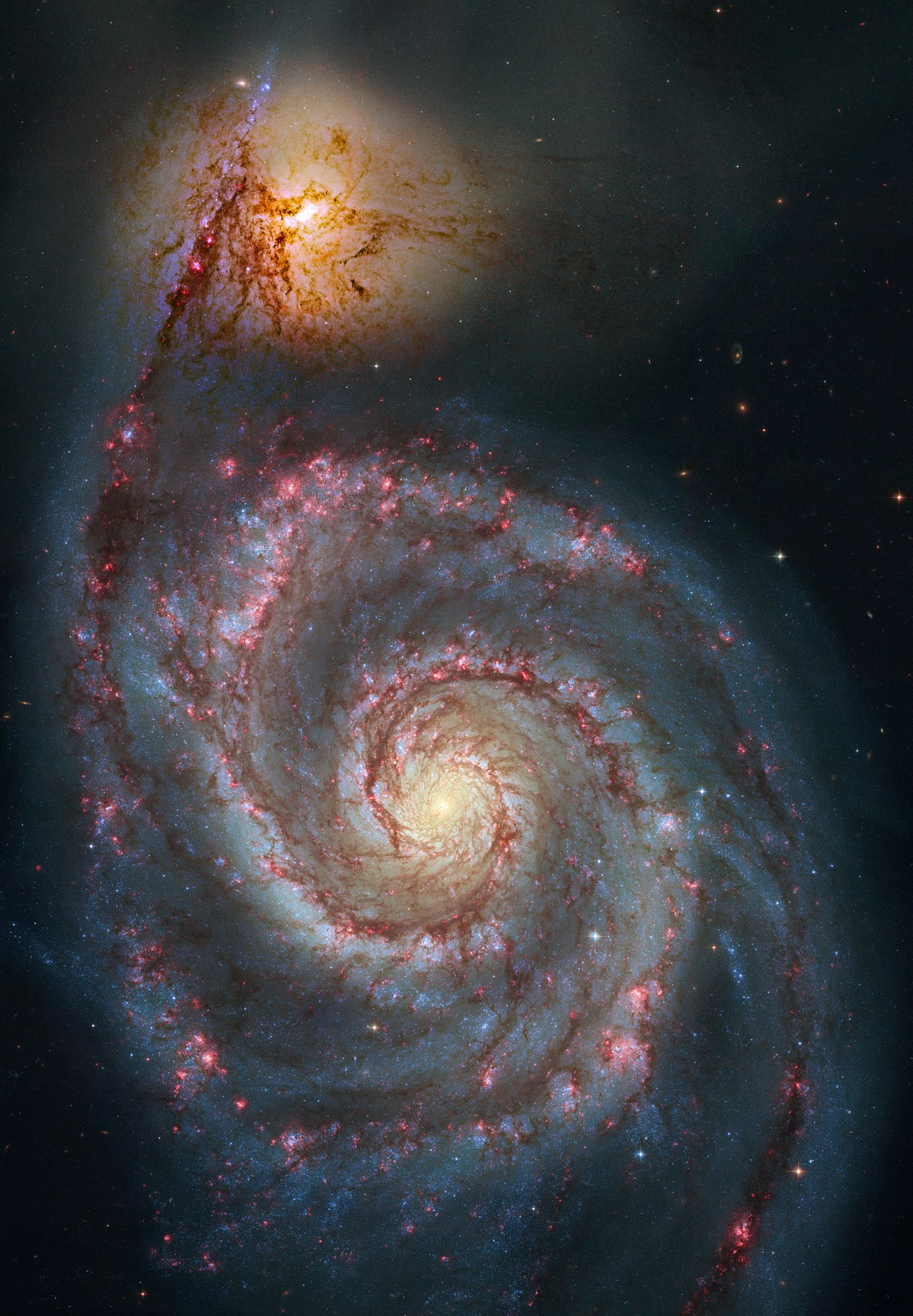
M51's spiral arms and dust lanes clearly sweep in front of its companion galaxy.
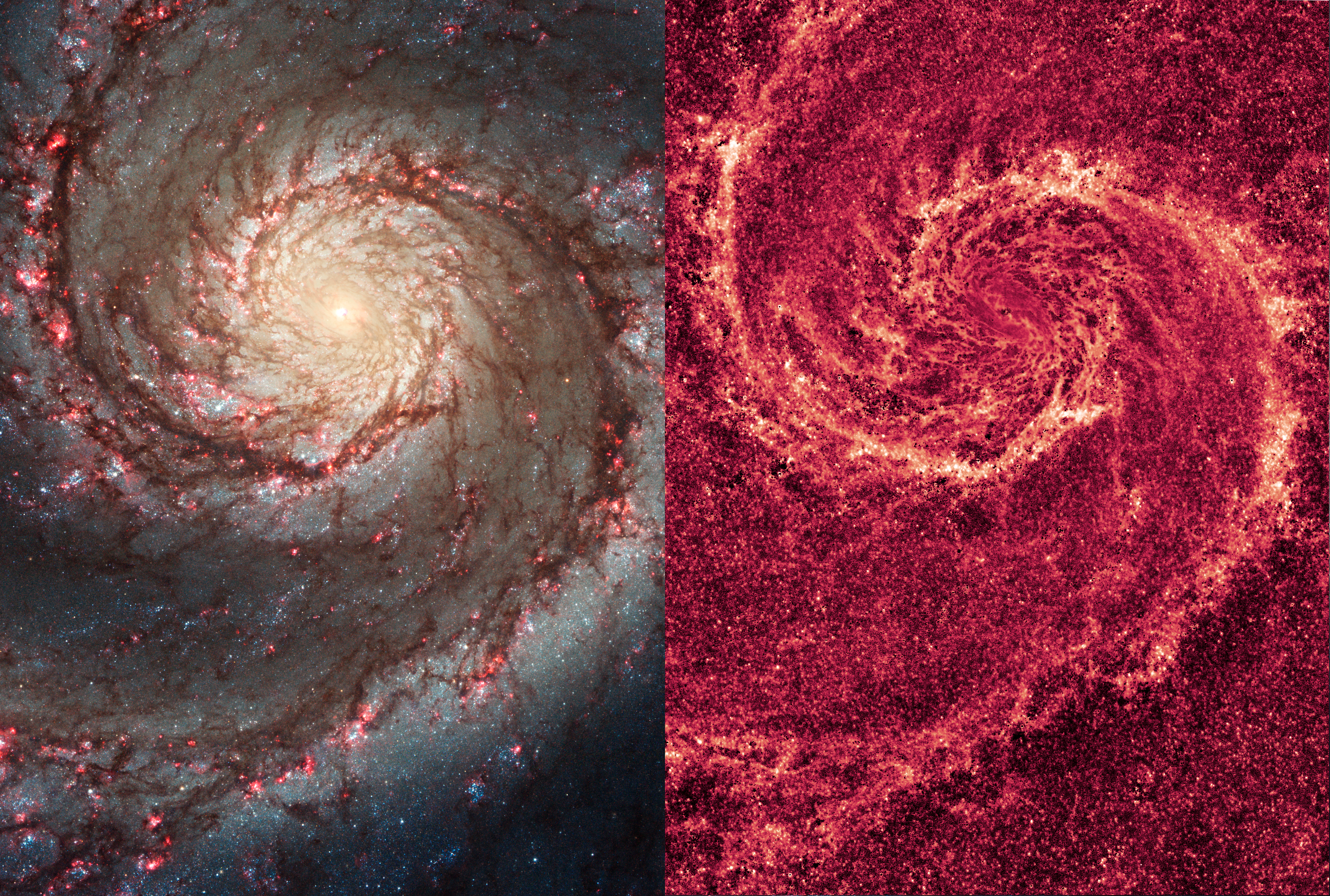
These images show off two dramatically different face-on views of M51.
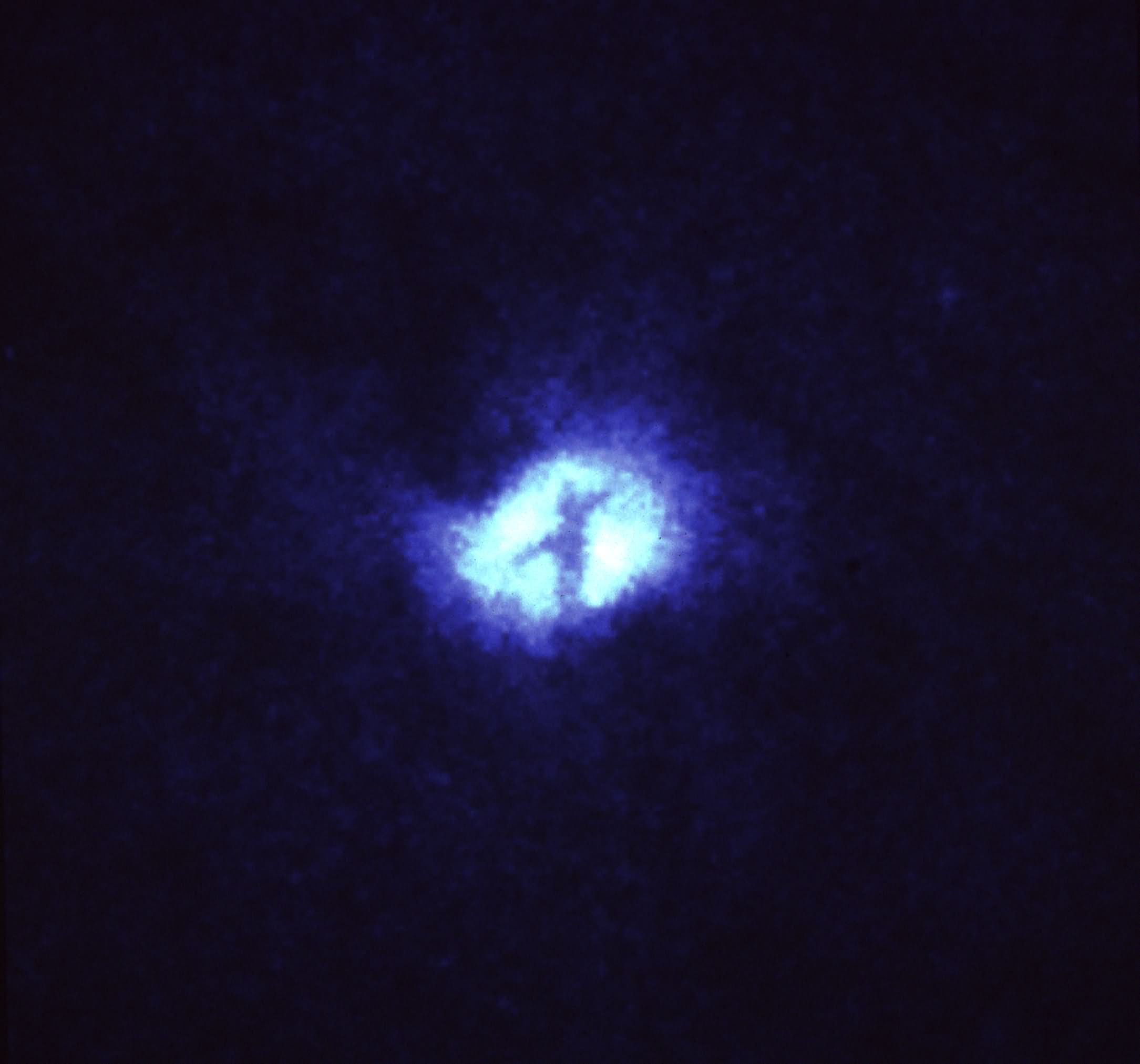
Хрест всередині ядра М51, що вказує на два пилові кільця навколо чорної діри в центрі туманності.
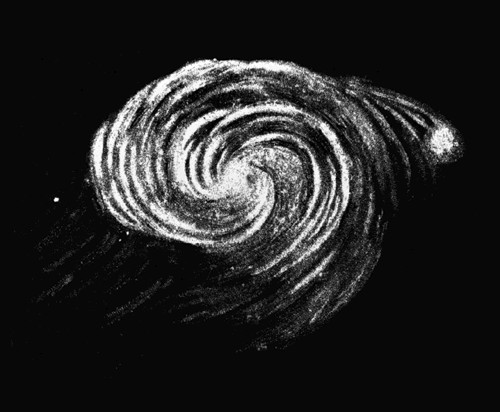
Ескіз М51 Лорда Россе (Вільям Парсонс) 1845 року.

## Навігатори
| ◄ NGC 5190 \| NGC 5191 \| NGC 5192 \| NGC 5193 \| NGC 5194 \| NGC 5195 \| NGC 5196 \| NGC 5197 \| NGC 5198 ► |

Координати:  13г 29м 52.7с, +47° 11′ 43″